# اوضاع مثل سابق نیست
اوضاع مثل سابق نیست (انگلیسی: Things Ain't What They Used to Be) نغمه استاندارد جاز متعلق به ۱۹۴۲ میلادی است. سازنده موسیقی مرسر الینگتون و ترانه از تد پرسونز می‌باشد. رهبری اکستر این اجرا به وسیله دوک الینگتون انجام شد.